# Alfa Software
Alfa Software este o companie de IT cu capital privat românesc, care produce și întreține un sistem informatic integrat – ASiSplus, bazat pe o concepție proprie.
Firma a fost fondată la Zalău în 1997 și are puncte de lucru în București, Cluj-Napoca și Baia-Mare.
De asemenea, dispune de o rețea de distribuitori care acoperă întreg teritoriul României și un portofoliu de peste 2.500 de clienți[cât?] în această țară.
Alfa Software este Microsoft Gold Partner și acreditată ISO 9001 din anul 2007.

## ASiSplus
ASiSplus este un sistem informatic integrat, o continuare firească a predecesorului său ASiS și cel de al patrulea ERP al companiei (după sistemele: ASiS - 2005, AS2000 - 1998 și ALFASOFT - 1991).
Se adresează unităților economice complexe: producție, comerț, servicii sau combinații ale acestora, unităților bugetare sau regiilor autonome.
ASiSplus este o soluție modulară și integrată, destinată tuturor proceselor de business ale companiei. Este alcătuită din 13 aplicații și peste 40 de module, utilizatorii având posibilitatea de a-și alege și configura soluția potrivită specificului de activitate.
Cele mai semnificative aplicații ale acestui ERP sunt: Contabilitate Generală și Gestiunea Resurselor, Personal și Salarizare, Urmarire Contracte, Mijloace Fixe și Calcul amortizare, Managementul Mașinilor, Postcalcul, Tablou de Bord, Managementul Producției, Urmarire Abonați și Service Auto.
ASiSplus utilizează baza de date Microsoft SQL Server 2008 și este scris în limbajul Magic Unipaas, fapt care îi permite să utilizeze tehnologia RIA (Rich Internet Application). Este primul ERP românesc care prezintă o componentă de tip RIA, denumită simplu ASiSria.
Aplicația client ASiSria este dezvoltată în Adobe Flex 3.0 și are nevoie pentru a rula de Adobe Flash Player 9.0. 
ASiSria este o componentă (de tipul Rich Internet Application) a sistemului integrat ASiSplus care înlesnește activitatea companiilor cu puncte de lucru dispersate geografic pe teritoriul României sau în orice alt colț al lumii. Caracteristicile de bază ale acestei componente sunt faptul că ea rulează într-un browser de Internet pe calculatoarele client fără să necesite instalare, se conectează la baza de date ASiSplus și operarea prin ASiSria direct pe serverul central dă efect în timp real asupra bazei de date.
ASiSria cuprinde în prezent două structuri cu funcționalități aparte și anume: ASiSria.POS – aplicație de tip front-office de vânzare și ASiSria destinată operării de documente primare la punctele de lucru ale unei companii.